# Jón Gnarr
Jón Gnarr, né Jón Gunnar Kristinsson le 2 janvier 1967, est un acteur, humoriste et homme politique islandais, maire de Reykjavik de 2010 à 2014 et député de l'Althing depuis 2024.

## Biographie

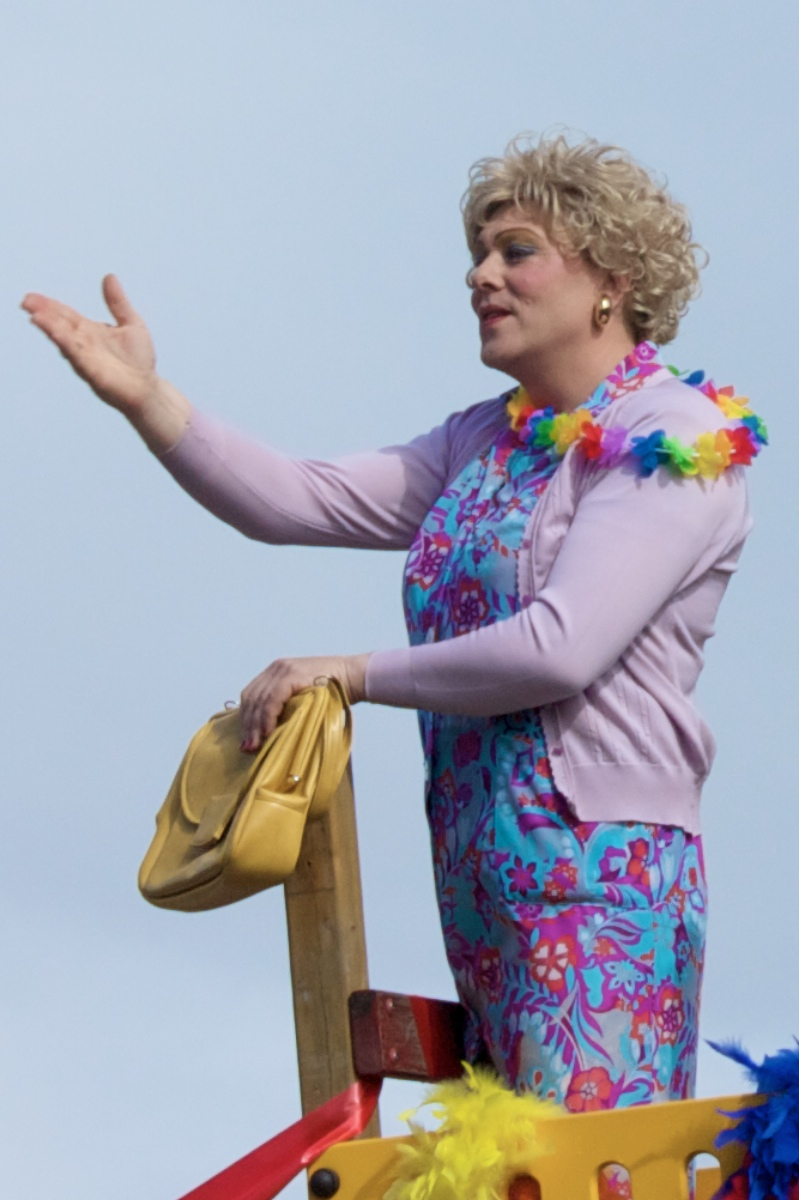
Jón Gnarr en drag queen à l'occasion de la marche des fiertés de Reykjavik en 2010.

Né à Reykjavik d'un père communiste, Jón Gnarr a été à tort diagnostiqué comme souffrant d’un retard intellectuel sévère dans son enfance. Atteint de dyslexie et de TDAH, il raconte son enfance dans son autobiographie Indjáninn (L’Indien).
Adolescent, il était connu sous le surnom de « Jónsi Punk » et jouait de la basse dans un groupe punk nommé Nefrennsli (« Nez qui coule »). Il fréquente plusieurs lycées, sans toutefois obtenir le diplôme d’entrée à l’université (Stúdentspróf). Il commence sa carrière comme ouvrier chez Volvo puis comme chauffeur de taxi à Reykjavik.
Après un master en arts du spectacle, il forme avec Sigurjón Kjartansson le duo radiophonique Tvíhöfði en 1994, qui connaît un grand succès en Islande. En 1997, il rejoint la chaîne de télévision Stöð 2, où il écrit et interprète plusieurs saisons de la série humoristique Fóstbræður. Il se fait également connaître au cinéma, notamment dans les films The Icelandic Dream et A Man like Me. Son spectacle de stand-up Ég var einu sinni nörd (J’étais autrefois un nerd) est de nature autobiographique. En 2004, il écrit, réalise et produit le court-métrage The Man on the Back.
Jón travaille aussi comme auteur et comédien pour l’agence de publicité islandaise EnnEmm, contribuant à plusieurs campagnes télévisées populaires. Il incarne Georg Bjarnfreðarson, un personnage marquant des séries télévisées Næturvaktin (Service de nuit), Dagvaktin (Service de jour) et Fangavaktin (Service de prison), dont il est également l’un des co-scénaristes. En 2009, il reprend ce rôle dans le long-métrage Bjarnfreðarson, qui rencontre un important succès critique et public.
Jón Gnarr est le père de cinq enfants, dont sa fille Margret, championne de culturisme,.

## Carrière politique

### Maire de Reykjavik (2010-2014)
À la fin de l’année 2009, Jón Gnarr fonde le Besti Flokkurinn (« le Meilleur Parti »), un parti satirique qui parodie les partis politiques islandais. Candidat aux élections municipales de 2010 à Reykjavík, son programme prévoyait la construction d'un Disneyland près de l'aéroport, la distribution de serviettes gratuites dans les piscines municipales, un ourse polaire au zoo et autres projets fantasques,,, mais avec un engagement écologique fort et la volonté d'une meilleure transparence de la vie politique.
Le parti connaît un succès inattendu, remportant 34,7 % des suffrages et six sièges sur quinze au conseil municipal, devançant les partis traditionnels et battant la majorité sortante menée par le Parti de l’indépendance. Cette victoire, perçue comme une réaction populaire à la crise financière de 2008 et à la méfiance envers les élites,.
Il annonça publiquement qu’il refuserait toute coalition avec des partis dont les membres n’avaient pas regardé la série The Wire de HBO. Finalement, le Besti flokkurinn forma une coalition municipale avec l’Alliance sociale-démocrate (Samfylkingin), avec Jón Gnarr comme maire.
En tant que maire, Jón Gnarr se distingua par un style non conventionnel et des prises de position symboliques. Il participa à la Gay Pride de 2010 vêtu en drag queen, en soutien à la communauté LGBTQ+. Il diffusa également une vidéo de vœux de fin d’année où il apparaissait coiffé d’un bonnet de Père Noël et d’un masque de Dark Vador. Il proposa également une fusion de Reykjavík avec la municipalité voisine de Kópavogur.
Il exprima ouvertement ses positions en matière de droits humains, notamment en protestant contre le traitement réservé au dissident chinois Liu Xiaobo. Sous sa direction, la municipalité accorda enfin l’autorisation de construire la première mosquée d'Islande, après des années d’attente.
Le 30 octobre 2013, Jón Gnarr annonce qu’il ne briguera pas de second mandat. Il quitta ses fonctions en juin 2014 à la fin de son mandat et redevient simple conseiller municipal, malgré sa grande popularité. Il justifia ainsi sa décision : « J'ai été maire pendant quatre ans ; dans notre pays, c'est la durée d'un mandat présidentiel ou législatif. J'ai toujours milité pour la démocratie participative, pour la transparence politique et la lutte contre la corruption, c'est pour cela qu'en tant que maire, bien que l'on m'ait beaucoup critiqué là-dessus, j'ai toujours décidé de concert avec les habitants de ma ville et que j'ai très souvent usé du référendum ; mais l'exercice du pouvoir a un temps, et cette chance doit aussi échoir à d'autres hommes de qualité. »[réf. nécessaire]
Il est remplacé par Dagur B. Eggertsson, secrétaire général et vice-président du Parti social-démocrate.

### Après la mairie
Depuis la fin de son mandat, Jón Gnarr milite pour une réforme des lois islandaises sur les noms propres, qu’il considère comme discriminatoires car  seules certaines formes patronymiques sont autorisées.
Il publie également un ouvrage autobiographique en anglais intitulé Gnarr!: How I Became the Mayor of a Large City in Iceland and Changed the World, dans lequel il revient sur son parcours atypique en politique.
En janvier 2015, il rejoint l’université Rice, aux États-Unis, en tant que premier écrivain en résidence du Center for Energy and Environmental Research in the Human Sciences (CENHS).

### Retour en politique
En 2017, Jón Gnarr rejoint l'Alliance sociale-démocrate en tant que directeur de campagne pour les élections législatives islandaises de 2017. Il est candidat pour ce parti aux Élections législatives islandaises de 2021.
Le 2 avril 2024, il annonce sa candidature à l'élection présidentielle islandaise. Il est officiellement confirmé comme candidat et termine à la quatrième place avec 10,1 % des suffrages.
En septembre 2024, il annonce son ralliement au parti libéral de la Réforme (Viðreisn) en vue des élections législatives,. Il est élu député dans la circonscription de Reykjavik Sud.

## Publications
- (en) The Outlaw, Deep Vellum Publishing, 2017 (ISBN 978-1-941920-52-7)
- (en) Gnarr : How I Became the Mayor of a Large City in Iceland and Changed the World, Melville House, 2014, 177 p. (ISBN 978-1-61219-413-4)
- Plebbabókin (Le livre plèbe)
- Miðnætursólborgin (La ville du soleil de minuit).

## Filmographie
Il a tourné en particulier dans des séries TV islandaises.
- 2010 : I Make Sense of Humour (série télévisée)
- 2009 : Fangavaktin (série télévisée)
- 2008 : Dagvaktin (série télévisée)
- 2007 : Næturvaktin (série télévisée)
- 2004 : Svínasúpan (série télévisée)
- 1997 : Fóstbræður (série télévisée)

## Prix et récompenses
- 2010 : « Personnalité de l’année » selon le site d’information islandais visir.is
- 2013 : Prix de l’humoriste de l’année, remis par l’Association humaniste éthique islandaise
- 2014 : Prix LennonOno pour la Paix (en), remis par Yoko Ono[5]

## Influence
En 2020, l'autrice et metteuse en scène française Faustine Noguès crée Surprise parti, une pièce de théâtre adaptée de la vie de Jón Gnarr.

## Source
- (en) Cet article est partiellement ou en totalité issu de l’article de Wikipédia en anglais intitulé « Jón Gnarr » (voir la liste des auteurs).